# Alubijid
Alubijid ist eine philippinische Stadtgemeinde in der Provinz Misamis Oriental. Sie hat 29.724 Einwohner (Zensus 1. August 2015). In der Gemeinde liegt ein External Study Center der Bukidnon State University.

## Baranggays
Alubijid ist politisch in 16 Baranggays unterteilt.
| - Baybay - Benigwayan - Calatcat - Lagtang - Lanao - Loguilo - Lourdes - Lumbo | - Molocboloc - Poblacion - Sampatulog - Sungay - Talaba - Taparak - Tugasnon - Tula |